# Ларрі Краун
«Ла́ррі Кра́ун» (англ. Larry Crowne) — американська романтична комедія 2011 року, автор сценарію і режисер — Том Генкс.

## Сюжет
Після служби на флоті Ларрі Краун працював менеджером у великій компанії. Проте його звільнили, бо в компанії вирішили, що через відсутність вищої освіти у нього немає шансів просування по службі. Ларрі давно розлучився і живе один, він не може знайти роботу і ледь не втрачає свій будинок. Сусід Ламар радить йому вступити в місцевий університет і отримати освіту, щоб мати в майбутньому більше перспектив. В університеті Ларрі заводить друзів серед молодших одногрупників, купує скутер, вивчає економіку, починає працювати в закусочній і закохується в розчаровану в роботі і шлюбі вчительку Мерседес.

## У ролях
- Том Генкс — Ларрі Краун
- Джулія Робертс — Мерседес Тено
- Седрік «Розважальник» — Ламар
- Тараджі Генсон — Б'Елла
- Ґуґу Мбата-Роу — Талія
- Вілмер Вальдеррама — Делл Ґордо
- Браян Кренстон — Дін Тено
- Пем Ґрієр — Франсіс
- Марія Кенелс-Баррера — Лала Пінеда
- Ріта Вілсон — Вілма Ґаммельґаард
- Джордж Такеі — доктор Мацутані
- Рамі Малек — Стів Дібіас